# Nykirken
Nykirken es una palabra noruega que significa "la iglesia nueva". Nykirken es una iglesia de cruz de los años 1758-1763 ubicada en Nykirkenallmenningen, Nordnes, perteneciente al ayuntamiento de Bergen, Hordaland.

## Historia
Nykirken fue construida por primera vez el año 1622 sobre los restos del cementerio del arzobispado de Bergen. El rey había tratado de vender aquel cementerio desde la época de la reforma pero como nadie lo quiso comprar fue donado al ayuntamiento para construir una iglesia a los pobladores de aquel sector. Esta iglesia se quemó en el año 1660 y posteriormente en 1756. 
Los muros de la actual iglesia son idénticos con los de la que fue construida entre los años 1756 y 1763. 
La iglesia no tuvo ningún tipo de daño durante el incendio de Nordnes del año 1795 pero se quemó en su totalidad 5 años después en el incendio del 14 de febrero de 1800 que afectó a buena parte de la península. No obstante se pudieron utilizar los muros para la reconstrucción de la iglesia.
La inauguración de la nueva o reformada iglesia fue el 25 de noviembre de 1801. Esta construcción era la más hermosa y moderna en relación con las otras iglesias de Bergen.
El 22 de abril de 1944 hubo una gran explosión que afectó a Nykirken, Tollboden, Torre de Rozentkrantz y Håkonshallen. La iglesia fue restaurada y recibió la actual forma que tiene hoy en día.
Bajo esta construcción están todavía las ruinas del antiguo cementerio del arzobispado de Bergen que datan del siglo XIII.